# 金毛獅王 (電視劇)

《金毛獅王》（英語：The Legend of the Golden Lion），香港電視廣播有限公司製作的電視劇，共20集，監製李元科，內容主要講述金毛獅王謝遜成為一代武俠的經歷，以及他与仇敵成昆之間的恩怨情仇。

## 演員表
- 尹揚明 飾 金毛獅王-謝　遜
- 李婉華 飾 紫衫龍王-黛綺絲
- 李成昌 飾 白眉鷹王-殷天正
- 梁欽祺 飾 青翼蝠王-韋一笑
- 伍衛國 飾 成　昆
- 蔡嘉利 飾 唐素青
- 麥天恩 飾 陽頂天
- 張鳳妮 飾 楊雪兒
- 何英偉 飾 楊　逍
- 博　君 飾 冷　謙
- 李海生 飾 彭瑩玉
- 鄭　雷 飾 說不得
- 黃成想 飾 周　顛
- 江　寧 飾 鐵觀道人
- 秦　煌 飾 胡青牛
- 余慕蓮 飾 王難姑
- 陳榮峻 飾 孤鴻子
- 劉秀萍 飾 方湘君
- 徐廣林 飾 汝陽王
- 蕭山仁 飾 元國師
- 羅君左 飾 元太子
- 鄭家生 飾 白恩俞
- 陳狄克 飾 鮮于通
- 關　菁 飾 柳月宗
- 方　傑 飾 何太沖
- 蔡國慶 飾 空見神僧
- 黃　新 飾 謝　剛
- 馮素波 飾 王　愛
- 羅國維 飾 程劍忠
- 梁葆貞 飾 張金蘭
- 陳勉良 飾 楊　三
- 陳中堅 飾 村　長
- 麥皓為 飾 王百萬
- 鄧汝超 飾 王有財
- 李中寧 飾 丁　牛
- 游　飈 飾 西藏雙毒/教徒
- 郭卓樺 飾 西藏雙毒
- 石　雲 飾 素青父
- 廖麗麗 飾 素青母
- 邵卓堯 飾 元將軍
- 黃天鐸 飾 元將軍
- 曹　濟 飾 元師爺
- 王偉樑 飾 明教弟子/探子
- 周匡朝 飾 光明頂管事
- 譚一清 飾 大　夫
- 張海勤 飾 將　軍
- 何壁堅 飾 波斯特使
- 王維德 飾 老　闆
- 鄭英龍 飾 茶　客
- 薛　峻 飾 茶　客
- 羅　維 飾 黑　乞
- 梁建平 飾 小　二
- 吳列華 飾 婢　女